# Richard Hanisch
Richard Philip Hanisch, född 2 juni 1990 i Eskilstuna, är en svensk handbollsspelare (niometersspelare).

## Karriär
Richard Hanisch inledde sin handbollskarriär i HK Eskil i hemstaden. Som 17-åring lämnade han Eskilstuna för handbollsgymnasiet Katrinelund i Göteborg och spelade i Redbergslids IK. I februari 2012 råkade Hanisch ut för en allvarlig fotskada i en match mot H43. Det blev en ledbandsskada och en spricka i foten och ett halvår utan handboll. I början på hösten 2012 blev han utlånad till Önnereds HK. Året efter gick han till Hammarby IF. Efter en säsong i Hammarby blev det en säsong i tyska HSV Hamburg. Det var en stor spelaraffär för Hammarby. HSV Hamburg gick i konkurs 2015 och spelarna blev fria att lämna. Hanisch återvände då till Sverige och IFK Kristianstad. Efter två säsonger med SM-guld i båda fick han inte förlängt kontrakt med IFK Kristianstad. I maj stod det klart att hans karriär skulle fortsätta i Norge. Han ersatte Josef Pujol i Elverum Håndball. Efter en säsong återvände han återigen till Sverige, den här gången till IFK Skövde.
Efter tre år i IFK Skövde ertappades Hanisch med dopingpreparatet Methylhexanamin och IFK Skövde valde att avsluta hans kontrakt. Hanisch blev avstängd under två år på grund av sin dopingförseelse.
I februari 2023 presenterades han av Eskilstuna Guif inför nästa säsong.

### Landslagsspel
Hanisch har gjort 40 mål på 26 landskamper för Sveriges U19-landslag och 29 mål på 21 landskamper för Sveriges U21-landslag.